# Stadion Miejski w Biskupcu
Stadion Miejski im. Andrzeja Biedrzyckiego w Biskupcu – stadion piłkarski mieszczący się w Biskupcu, wybudowany w 1952 roku. Pełni funkcję zarówno stadionu piłkarskiego, jak i lekkoatletycznego. Budowa nowego stadionu rozpoczęła się w roku 2020 i została oficjalnie zakończona 29 maja 2022 roku.

## Historia
Stadion został wybudowany w 1952 roku przez Biskupiecki Klub Sportowy. Obiekt w całości był sfinansowany z pieniędzy klubowych i miejskich. Ponieważ BKS od początku stawiał na sekcję piłki nożnej, stadion powstał w zaledwie 6 lat po założeniu drużyny.
Przebudowa stadionu w 2022 roku, nie tylko umożliwiła rozegranie meczu UEFA Development U-15 Polska – Islandia, ale też dzięki temu oficjalnym partnerem stadionu miejskiego został E EGGER.

## Nowy stadion
W 2020 roku rozpoczęto budowę nowego stadionu w Biskupcu w wybudowano m.i.n. bieżnie do biegania o długości 415 metrów, płytę główną, boisko boczne, budynek klubowy, 3 korty tenisowe i nowe trybuny. Pojemność stadionu wynosi 1500 miejsc siedzących. Składają się na to miejsca na dwóch otwartych do tej pory trybunach – północnej i wschodniej.
29 maja 2022 roku odbyło się oficjalne otwarcie nowego stadionu w Biskupcu, a wraz z tym odbyły się tam pierwsze zawody kolarstwa, lekkoatletyki i piłki nożnej dla dzieci i młodzieży z gminy Biskupiec.